# Sant Esteve del Monestir
Sant Esteve del Monestir, antigament anomenat Agusà (['santɘs'teβɘðɘlmunɘs'ti], en francès Saint-Estève) és un poble, cap de la comuna del mateix nom, de 11.846 habitants, de la comarca del Rosselló, a la Catalunya Nord. També se l'ha anomenat, amb el pas del temps, "Sant Esteve de la Ribera" i "Sant Esteve de l'Horta".

## Etimologia
El nom d'aquest poble és un topònim romànic de caràcter descriptiu: el poble pren el nom del sant patró, sant Esteve amb l'afegitó de monestir a causa del monestir a redós del qual es va formar. Antigament el lloc s'anomenava Agusà, d'Acutianum, nom d'un predi romà, adjectiu derivat d’Acutus o Acutius. També està documentada la forma Cuçà, variant de l'anterior.

## Geografia

Situació de la comuna de Sant Esteve del Monestir en el Rosselló

La comuna de Sant Esteve del Monestir, de 116.700 hectàrees d'extensió, és situada a la comarca del Riberal de la Tet, a l'esquerra de la Tet i al nord-oest de Perpinyà, amb el terme de la qual confronta, i a ponent de l'autopista La Catalana.
Tota la part meridional del terme és de regadiu, ja que la travessa el Rec del Vernet i Pià, tot i que el desenvolupament de l'àrea d'influència de Perpinyà ha fet que part de les terres antigament de conreu s'hagin convertit en zones d'expansió urbanística i àrees industrials i comercials.
El territori de Sant Esteve del Monestir és fonamentalment pla, però presenta una inclinació cap al nord-oest, al terme amb Baixàs, on s'assoleixen alçades de fins a 80 metres, mentre que el poble vell és a 45 m i la riba del Tet, entre els 30 i poc menys dels 40. Està constituït per una sèrie de terrasses successives, la inferior a la mateixa llera del riu i zones properes, on hi ha les hortes de regadiu. És una terrassa del quaternari proper, formada per aportacions al·luvials de la Tet. Més amunt, una segona terrassa del quaternari mitjà, on hi ha el poble i, més al nord, una segona terrassa del mateix període que conté la zona industrial de la Miranda i les modernes extensions del nucli de Sant Esteve del Monestir. És també el lloc on hi ha la lleugera depressió de l'Estany de Sant Esteve, ara molt reduït d'extensió, i dels Estanyols. Ja per damunt seu, cap al nord, hi ha els turons de la Plana i els Aspres, la terrassa més alta, on hi ha la major part de vinyes del terme.
Termes municipals limítrofs:
| Baixàs |  | Paretstortes |
| Baó    |  |              |
|        |  | Perpinyà     |

### El poble de Sant Esteve del Monestir

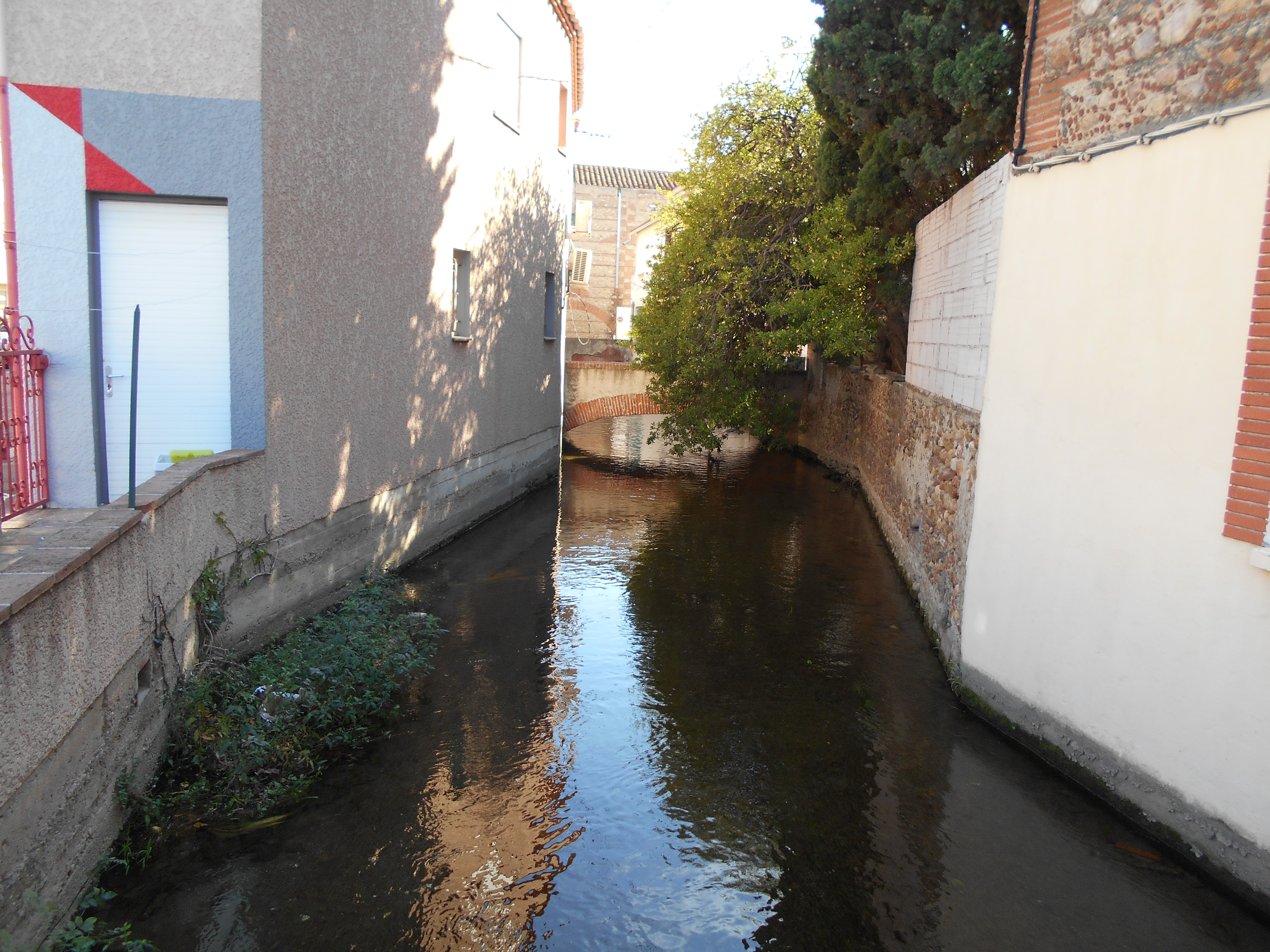
Rec del Vernet i de Pià

Sant Esteve del Monestir té els seus orígens en allò que indica el mateix nom del poble Sant Esteve del Monestir o d'Agusà: un nucli de població nascut a redós d'un monestir. El monestir, esmentat des del 843, fou alçat en una antiga vil·la romana anomenada Agusà (Acutianum), i el seu desenvolupament com a poble es donà a partir de l'existència del cenobi. És el cas de, almenys, dos altres pobles rossellonesos: Sant Andreu de Sureda i Sant Genís de Fontanes. El nucli vell es formà al nord de les parets del monestir, a l'entorn del desaparegut Castell de Sant Esteve, o d'Agusà. El rec del Vernet i de Pià, existent ja a l'edat mitjana, fa la volta a aquest nucli vell des de l'extrem sud-oest fins a l'est, de manera que el poble queda tres quartes parts del seu perímetre envoltat per aquest rec. A la zona nord-est del recinte murallat hi havia un molí, del qual encara queden les restes. La cellera del poble, emmurallada, conserva un sol portal, tot i que n'hi havia hagut almenys tres més.

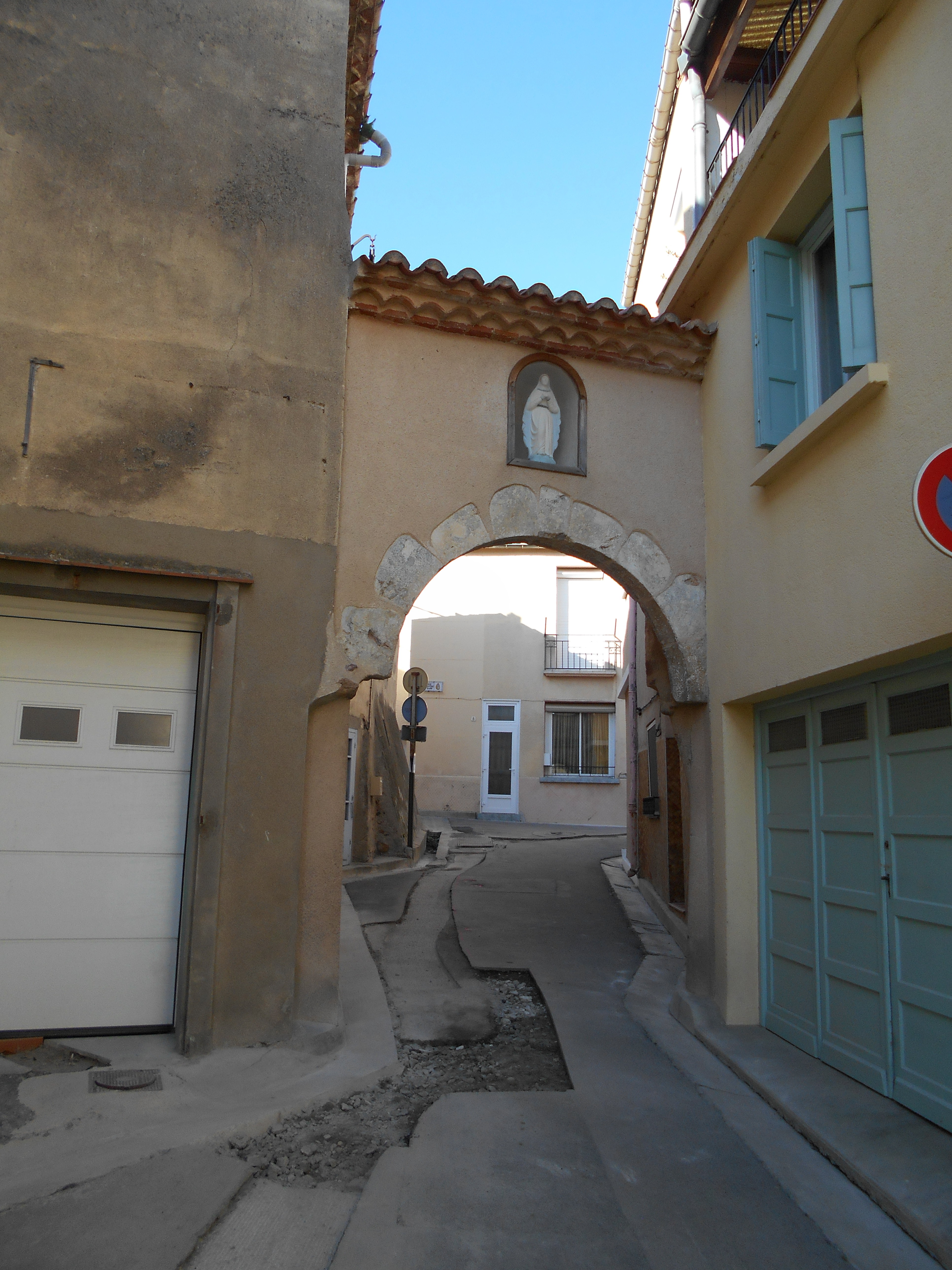
Portal de Nostra Senyora

El primer eixample de Sant Esteve del Monestir va ser cap a migdia i cap a llevant, tot i que no va créixer gaire abans de mitjan segle xx, com es pot veure en les dades de població de la comuna. En la perifèria d'aquest nucli vell se situaren la Cava Cooperativa, el Cementiri Vell, el Col·legi del Riberal, l'Estadi, el Pont Nou, l'antiga fàbrica de productes alimentaris Rosselló Alimentària (a Sant Mamet) i el Teatre de l'Estany, actualment tots englobats per l'ampliació del nucli urbà.

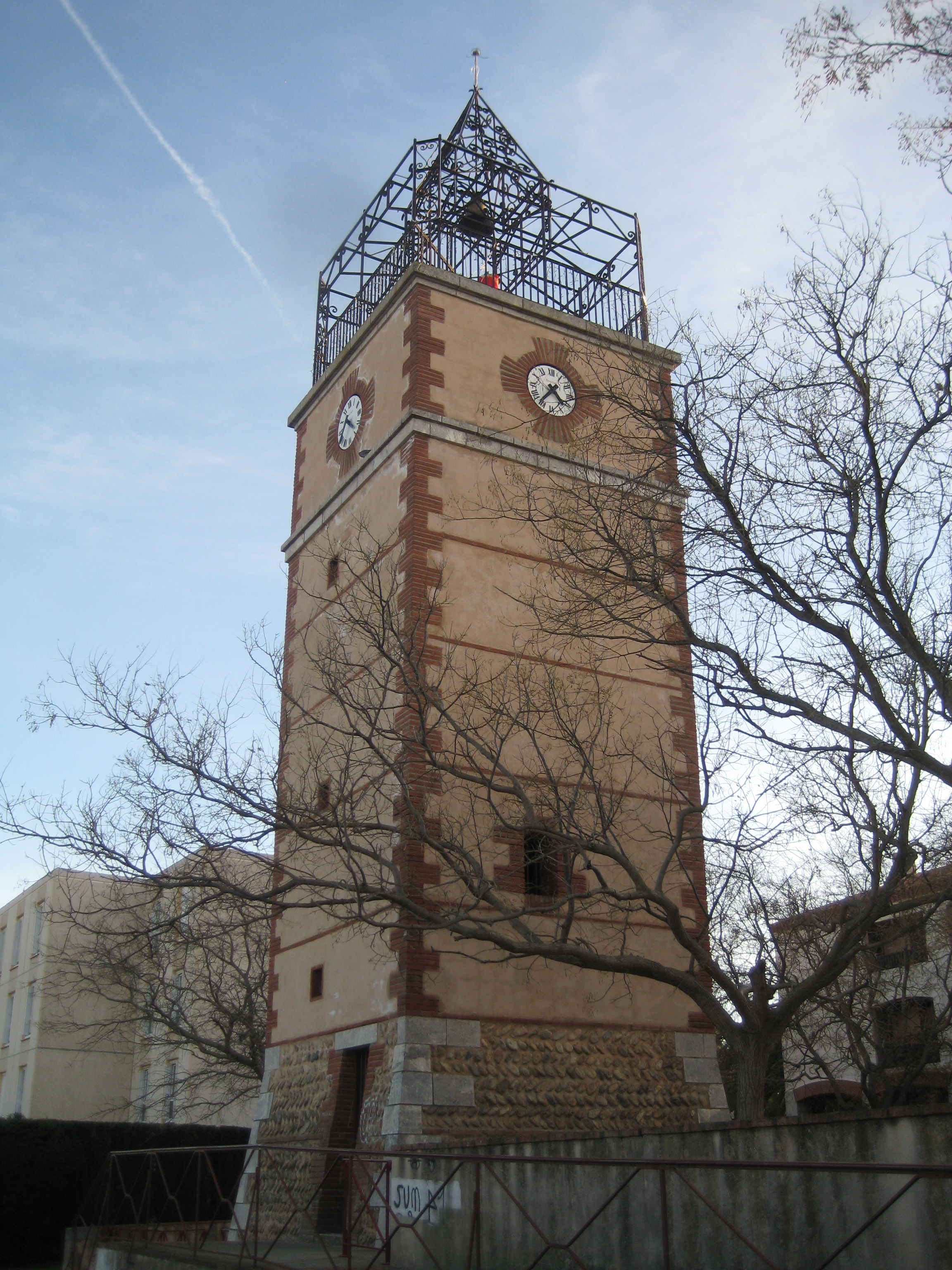
La torre o campanar civil de Sant Esteve, a la part nova del poble

El gran creixement del poble s'ha donat els darrers 35 anys (respecte del 2016) i, com a conseqüència, hi ha hagut una espectacular extensió del nucli urbà, sobretot per la construcció de tot un seguit d'urbanitzacions: Air et soleil, Balears, Bellevue, Bois Joli, Canigó, Cinglatana, la Colomina, la Cometa, l'Églantine, l'Estany, el Jardin d'Hélios, la Miranda, les Mires, Muscador, les Cotives, la Sardana, Terra Verd, a més de dues zones artesanals i industrials: la Zona d'activitats Canigó i la Zona industrial de la Miranda.
Aquest creixement urbà va fer necessària la creació d'una segona parròquia (que, curiosament, ja existia en època medieval: l'església de Sant Mamet) en el poble de Sant Esteve del Monestir. Així, al nord del nucli urbà es va edificar l'església de Nostra Senyora del Cenacle, de nova factura. És a la Costa de la Plana de Dessús, a prop i a migdia del Bulevard del Canigó.

### Sant Mamet

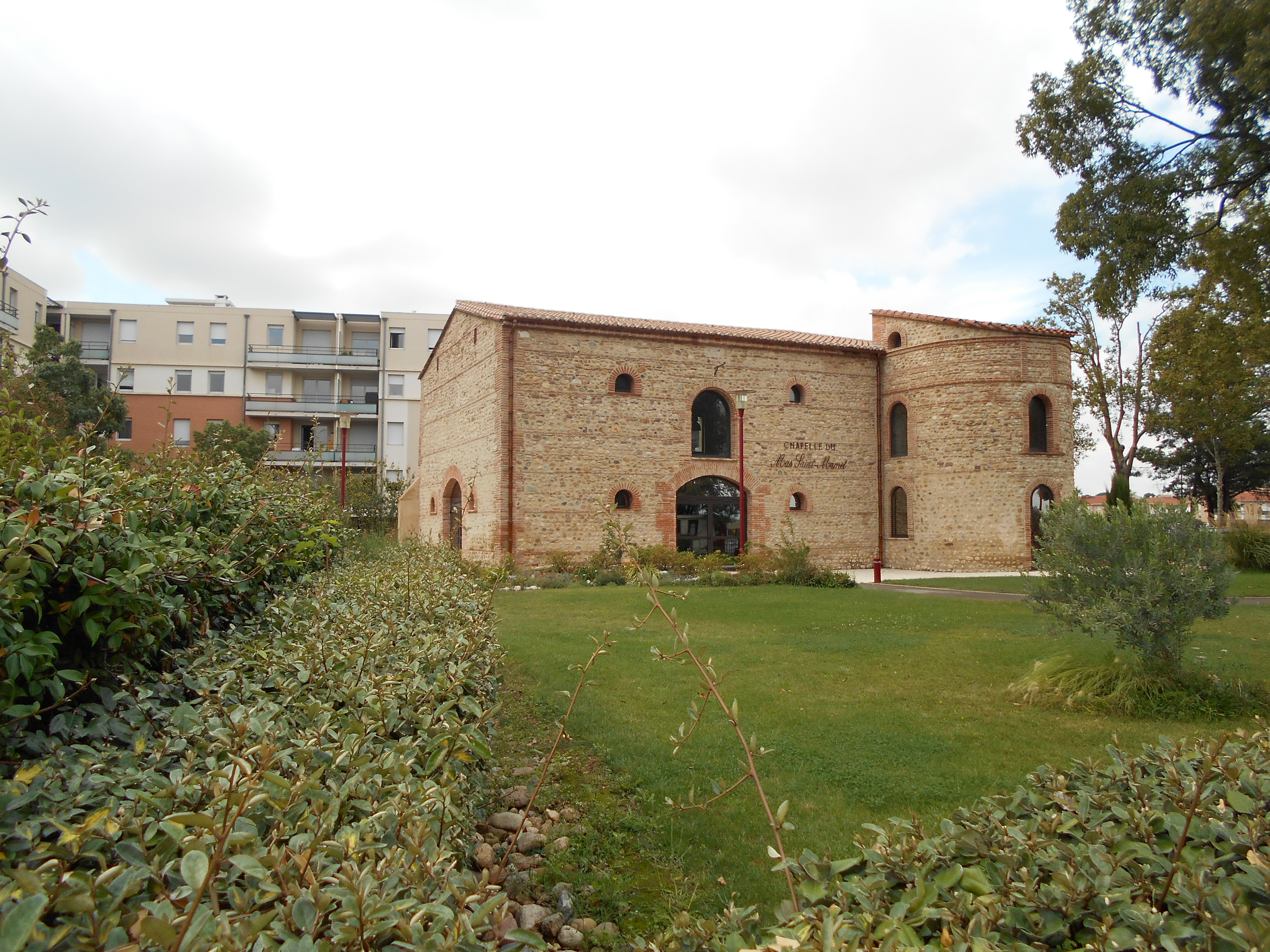
Sant Mamet de Sant Esteve del Monestir

A cosa d'un quilòmetre a l'est del poble hi ha l'antiga església de Sant Mamet, que fou dependència del monestir de Sant Esteve i funcionava de fet com a segona parròquia del poble. Fins fa poc conservada entre les dependències d'un mas dedicat a la fàbrica de conserves, principalment de tomàquets. Recentment (2014) ha estat reconstruïda, amb no gaire rigor. És al costat del nou barri que pren el nom d'aquesta antiga església, a l'extrem de llevant del nucli urbà de Sant Esteve del Monestir.

### Els masos del terme
La gran extensió del nucli urbà en els darrers anys ha fet desaparèixer molts masos i construccions aïllades del poble, de manera que avui dia molts d'ells són ja noms antics: el Mas de l'Eixena, el Mas d'en Badia, el Mas d'en Blandinieres, el Mas d'en Bonafós, el Mas d'en Comes, el Mas d'en Conte (tres de diferents, propers entre ells), el Mas d'en Garí, el Mas d'en Mallat, el Mas d'en Masvesí, el Mas d'en Meric, el Mas d'en Prats, el Mas d'en Rigau, el Mas d'en Sanyes, el Mas d'en Selva, el Mas d'en Simon, el Mas d'en Terrats, el Mas d'en Vernet i Sant Mamet, a més de la desapareguda Teuleria d'en Depera. Queden dempeus encara el Mas de la Garriga, el Mas del Rei, abans Mas d'en Joan Pauques, dos d'anomenats Mas Romeu i Torremilà. També del tot aïllat, respecte del nucli urbà, hi ha el Cementiri Nou, al nord-oest del poble i prop del límit amb Baó.

### Els cursos d'aigua
La major part de cursos d'aigua del terme de Sant Esteve del Monestir són canals d'irrigació, a més de tres agulles sense nom de drenatge. Així, hi ha l'Agulla de la Sorda, la de les Rotes, la de les Tingudes, la del Molí del Poll, la de l'Ull del Poll Blanc, la del Pont, la dels Quatre Polls, la de l'Ull d'en Garí, la de l'Ull d'en Saisset, la de l'Ull d'en Vassall, la de l'Ull de Sant Mamet, la d'en Perutxa, la de Sant Joan, el Rec del Vernet i de Pià, el Rec Nou (que també és de drenatge), l'Ull de la Sorda, el de les Rotes, el de les Tingudes, el del Pont, el del Pont Nou, o del Poll Blanc, el del Molí Vell, el d'en Barjau, el d'en Garí, el d'en Noell, el d'en Perutxa, el d'en Romeu, el d'en Saisset (que ve de Baó), el d'en Vassall, el de Sant Joan, el de Sant Mamet, l'Ull Tranquilla, el Viver Gros i el Viver Petit.
Fora dels canals de drenatge o de rec, en terme de Sant Esteve del Monestir es troben la Tet, i alguns còrrecs i torrents que en són afluents: la Bola, o Còrrec de la Bola, a ponent, la Llavanera, o Còrrec de la Llavanera, que només fa una breu incursió en aquest terme al límit amb el de Paretstortes, al nord, el Còrrec del Clavell, el Còrrec del Mas d'en Burgès, la Corregada, o Còrrec de la Corregada, que es forma a l'Estany de Sant Esteve, avui dia molt reduït.

### El relleu
Alguns dels topònims indiquen formes de relleu, com ara comes: la Coma de les Murtres, o de la Murtra i la Cometa; costes: la Costa de la Plana de Dessús, la Costa de l'Estany (noms antics tots dos) i la Costa del Piló Roig, o el Piló Roig, simplement, i la Costa Roja; plans: el Pla d'Amunt, la Plana de Dejús, la Plana de Dessús, els Planals de les Basses, el Planiol (nom antic); serres i serrats: el Serrat d'en Farines;

### El terme comunal
Les partides i indrets específics del terme de Sant Esteve del Monestir són: els Aiguals, l'Agulla d'en Berga, l'Agulla de Sant Mamet (tots tres noms de partides, no únicament de les agulles respectives), la Bola, el Bosc, el Camí de Baixàs (dues partides diferents amb aquest nom), el Camí de Baó, el Camí del Riberal, el Camí de Pesillà, el Camí de Pià, o el Mas Romeu, el Camp de l'Horta, o de l'Hort, Camp Domà, els Cinc Ponts, el Clavell, la Colomina, el Còrrec, les Cotives, l'Estany, l'Estanyolet, la Font d'en Maures, l'Hort del Senyor, els Horts, els Horts de la Font, la Miranda, les Mires, el Pas dels Horts, el Piló del Camí de Calce, el Pont, abans el Pont de la Sorda, el Pradet, els Quatre Camins, o els Quatre Camins de Calce, Sant Joan, Sant Mamet, el Terra Verd, abans la Colomina del terra Verd, la Tinguda, o les Tingudes, Torremilà, les Trinxeres, els Ullastres i la Zona verda.
Molts noms són ja antics, atès que el lloc ha quedat oblidat per haver-se urbanitzat: dues de diferents anomenades l'Alzina, l'Aspre, la Cabassa, el Camí de Calce, el Camí de Sant Esteve, el Camí de Travessa, el Camí Vell (dues partides diferents amb aquest nom), el Camp de Darrere l'Hort, el Camp de la Bola, el Camp de la Canal, el Camp de la Vora de l'Era, el Camp del Cabrit, el Camp del Camí de Pesillà, el Camp del Canyer, el Camp del Capità, el Camp de l'Era, el Camp de les Tres Aiminates, el Camp del Fores, el Camp de l'Hospital, el Camp de Lisereta, el Camp de Llou, el Camp del Moltoner, el Camp del Pont de Sant Mamet, el Camp del Prat Vell, el Camp dels Frares, el Camp dels Horts, el Camp del Tamariu, el Camp del Terme, el Camp del Visura, el Camp de Marcel·lina, el Camp d'en Carbonell, el Camp d'en Cirau, el Camp d'en Clar, el Camp d'en Granja, el Camp d'en Patoixa, el Camp d'en Pedreguet, el Camp d'en Ral, el Camp d'en Raller, el Camp d'en Ribes, el Camp de Sant Joan, el Camp de Sant Mamet, el Camp Gros, el Camp Petit, el Carreró, els Castellassos, la Colomina de Darrer d'Hort, la Colomina de la Bola, la Colomina de la Ginesta, la Colomina de Llinars, la Colomina de Manglaner, la Colomina del Mas, la Colomina d'en Delma, el Conclau, la Creueta, la Feixeta, el Fonollar, les Fontetes, les Garrigoles, Glaudis, l'Hort, l'Horta, el Mas del Rei, el Mas d'en Burgès, el Mas Romeu, les Mires Petites, Missa Grossa, Missa Petita, el Pas d'en Roure, el Pontarell, el Pont Molí, el Pont Nou, la Porta Roja, el Prat Vell, el Rec de la Bola, la Ribera, la Rovira, la Salanca, la Setena, la Teuleria, la Tinguda Petita, la Torre del Bisbe i la Vinyassa.
Alguns dels topònims designen senyals i punts termenals: el Piló del Camí de les Franqueses, el Piló del Camí del Mas de la Fam, el Piló del Clavell, el Piló del Mas del Rei (nom antic), el Piló del Mas d'en Burgès, el Piló del Serrat d'en Farines, el Piló Roig (dos de diferents) i la Termenera (dues de diferents).

## Transports i comunicacions

### Carreteres
La proximitat de Perpinyà i de l'Aeroport de Perpinyà-Ribesaltes fa que el terme comunal de Sant Esteve del Monestir estigui travessat per almenys 6 carreteres departamentals. Per l'extrem sud-est del terme hi creuen l'A - 9, La Catalana, autopista de peatge, que no té cap enllaç directe amb el poble. Paral·lela a l'A - 9 es troba la D - 900 (Salses - el Portús), que travessa breument el terme de Sant Esteve del monestir de trànsit des de dos sectors del terme de Perpinyà. Té diversos enllaços per connectar amb les carreteres locals. Per aquesta carretera, Sant Esteve del Monestir enllaça cap al sud amb Perpinyà, Pollestres, Vilamulaca, Banyuls dels Aspres, Morellàs, les Cluses i el Portús, i cap al nord, amb Pià, Ribesaltes i Salses.
La carretera D - 1 (Estagell - D - 117, a Perpinyà), que uneix les poblacions d'Estagell (a 18,5 quilòmetres), Pesillà de la Ribera (a 7,3), Vilanova de la Ribera (a 6,4) i Baó (a 2). Cap a llevant continua cap als polígons industrials i comercials i va a abocar-se en la D - 117 en el terme de Perpinyà.
La carretera D - 5 (Límit del departament, a Òpol i Perellós - Sant Esteve del Monestir), que entra en aquest terme pel nord-est, procedent de Paretstortes. Enllaça amb Ribesaltes en 7 quilòmetres cap al nord-est i amb Paretstortes en 2,4, cap al sud.
La carretera D - 45 (D - 614/D - 18, a Baixàs - D - 616, a Sant Esteve del Monestir), que des del punt rodó de quasi un quilòmetre al sud de Baixàs s'adreça cap al sud-est cap a Sant Esteve del Monestir, on entra pel nord-oest del terme. Enllaça aquestes dues poblacions en 6 quilòmetres.
La D - 616 (D - 614, a Vilanova de la Ribera - D - 900 i D - 900a, a Perpinyà), que travessa el terme de Sant Esteve del Monestir d'oest a est, i no porta a cap població en concret, sinó que forma part de la xarxa d'autovies i carreteres de primer ordre de la conurbació perpinyanesa.
També hi ha diverses carreteres locals, sense nomenclatura departamental que relliguen Sant Esteve del Monestir amb la xarxa de carreteres generals i els polígons industrials i comercials dels entorns, sobretot a migdia i a llevant.

### Transport públic col·lectiu
Sant Esteve del Monestir està inclòs en la línia 10 de la Compagnie de Transports Perpignan Méditerranée, Salelles - Baixàs, que uneix aquesta darrera població amb Perpinyà (clíniques de Perpinyà) passant per Sant Esteve del Monestir, i acabant el seu recorregut a Salelles. Ofereix 11 serveis diaris sortint de Baixàs, i només 10 arribant-hi, de dilluns a dissabte. Diumenge i els dies festius aquesta línia estén el seu servei fins a Calce, i té 4 serveis diaris en cada direcció.
També en la 17, de la mateixa companyia, Pesillà de la Ribera - Sant Feliu d'Avall, que uneix Pesillà de la Ribera, Vilanova de la Ribera, Baó, Sant Esteve del Monestir, Perpinyà (en un llarg recorregut que travessa la ciutat amb moltes parades), el Soler i Sant Feliu d'Avall. Passen per aquesta població fins a 14 serveis diaris, 5 que fan el recorregut sencer, i 9 més que surten de Sant Esteve del Monestir en aquesta direcció, i fins a 16 (8 només fins a Sant Esteve del Monestir) en la direcció inversa. Els diumenges i dies de festa només hi ha 4 serveis de Pesillà de la Ribera a Sant Feliu d'Avall, i 4 més a la inversa, 3 dels quals acaben el seu recorregut a Sant Esteve del Monestir.

### Els camins del terme
Entre els camins que serveixen per a enllaçar Sant Esteve del Monestir amb els pobles i comunes veïns es troben el Camí de Baixàs al Vernet, abans Camí del Piló de Paretstortes, el de Calce, el de Calce a Perpinyà (nom ara ja antic), el de la Torre, el de Perpinyà, o de les Trinxeres, el de Pesillà a Perpinyà, o Camí Vell de Perpinyà, el de Pià, o Travessa del Vernet, el de Ribesaltes, ara Ruta de Ribesaltes, el d'Estagell, o de Baixàs, el Camí Vell de Baixàs (des de Perpinyà), el Camí Vell de Perpinyà, la Ruta de Baó, la de Perpinyà i la Ruta Vella de Perpinyà, a part de l'autoruta La Catalana. També cal esmentar el Camí de Ferro, que entra molt breument en aquest terme en el racó de més a l'est del terme comunal.
Entre els camins rellevants de dins del terme comunal es troben el Camí de la Bola, el de la Coma Llobal, el de la Pedra Dreta (ara ja en desús), el de la Ribera, també anomenat de la Bola, el de la Teuleria (també entrat en desús), el de les Cotives, abans Carrera de les Cotives, el del Mas Cot, el del Mas Romeu a la Corregada, el del Pont dels Horts, el del Serrat d'en Farines, anomenat Camí del Mas de la Fam a Baixàs, el dels Horts, el de Sant Joan, abans Carrera del Camp del Capità, el de Torremilà, abans del Mas Dorel, la Carrera del Fornàs i la Carrera del Piló Roig (tots dos noms també ja antics).

## Activitats econòmiques
Sant Esteve del Monestir durant els darrers anys del segle XX i els primers del XXI ha sofert una gran transformació, des d'una població eminentment agrícola, a una ciutat-dormitori de Perpinyà. La vinya continua essent la producció més important, en part dedicada a vins comuns i en part a vins de denominació d'origen controlada. També s'hi cullen hortalisses: enciams, productes primerencs, escaroles, tomàquets, julivert, carxofes, api, pastanagues, espàrrecs i col-i-flors, i fruita: albercocs, préssecs i pomes.
La Zona Industrial de la Miranda aglutina bona part de les empreses instal·lades en el terme de Sant Esteve del Monestir. És al nord-est del nucli vell del poble; s'hi troben empreses importants, dins de les de la comarca, com Rosselló Alimentària, entre d'altres.

## Història

### Edat mitjana
El 843 és esmentat un plet sobre els límits de Baó tingut dins de l'abadia benedictina de Sant Esteve, fundada dins de la primera meitat del segle ix en el territori de l'antiga vil·la, d'origen romà, d'Agusà (Acutianum). Diversos documents del segle X tornen a esmentar l'abadia, on surten esmentats els seus abats: Heliseu (843), Adalbert (869), Fraudald (955) i Riculf (991). Aquest darrer anys consta un bescanvi d'alous entre l'abat de Sant Esteve i Hildesind, bisbe d'Elna.
El segle xi consta documentalment que el monestir pertanyia al comte de Besalú Bernat Tallaferro, malgrat trobar-se en territori rossellonès, qui el 1012 i el 1020 transmetia en testament el monestir i les seves terres al seu fill Bernat. El 1085 encara consta el jurament de fidelitat d'un Guillem Bernat al nou comte de Besalú Bernat III, però un altre document del mateix any demostra que el monestir era condomini dels comtes de Besalú i de Rosselló.
A principis del segle xii el monestir esdevingué priorat del monestir de la Grassa, com ho demostra una butlla papal del 1118, que esmenta l'església de Sant Esteve i la seva dependència de Sant Mamet. No se sap exactament quan es produí el traspàs. A mitjan segle xii, però, Sant Esteve del Monestir, amb Sant Tomàs de Llupià, al nonestir de Sant Martí del Canigó.

### Edat Moderna
A partir del segle xviii, però tot el territori de Sant Esteve del Monestir passà a mans de l'església d'Elna. En aquell moment hi residia un sol sacerdot, amb alguns servents.
Durant aquest període històric està documentada la Baronia de Sant Esteve.

## Demografia

### Demografia antiga
La població està expressada en nombre de focs (f) o d'habitants (h)
| Evolució demogràfica de Sant Esteve del Monestir entre 1365 i 1790 | Evolució demogràfica de Sant Esteve del Monestir entre 1365 i 1790 | Evolució demogràfica de Sant Esteve del Monestir entre 1365 i 1790 | Evolució demogràfica de Sant Esteve del Monestir entre 1365 i 1790 | Evolució demogràfica de Sant Esteve del Monestir entre 1365 i 1790 | Evolució demogràfica de Sant Esteve del Monestir entre 1365 i 1790 | Evolució demogràfica de Sant Esteve del Monestir entre 1365 i 1790 | Evolució demogràfica de Sant Esteve del Monestir entre 1365 i 1790 | Evolució demogràfica de Sant Esteve del Monestir entre 1365 i 1790 | Evolució demogràfica de Sant Esteve del Monestir entre 1365 i 1790 | Evolució demogràfica de Sant Esteve del Monestir entre 1365 i 1790 | Evolució demogràfica de Sant Esteve del Monestir entre 1365 i 1790 | Evolució demogràfica de Sant Esteve del Monestir entre 1365 i 1790 |
| 1365                                                               | 1378                                                               | 1515                                                               | 1553                                                               | 1643                                                               | 1709                                                               | 1720                                                               | 1730                                                               | 1755                                                               | 1767                                                               | 1774                                                               | 1789                                                               | 1790                                                               |
| ------------------------------------------------------------------ | ------------------------------------------------------------------ | ------------------------------------------------------------------ | ------------------------------------------------------------------ | ------------------------------------------------------------------ | ------------------------------------------------------------------ | ------------------------------------------------------------------ | ------------------------------------------------------------------ | ------------------------------------------------------------------ | ------------------------------------------------------------------ | ------------------------------------------------------------------ | ------------------------------------------------------------------ | ------------------------------------------------------------------ |
| 21 f                                                               | 18 f                                                               | 6 f                                                                | 5 f                                                                | 27 f                                                               | 55 f                                                               | 48 f                                                               | 53 f                                                               | 85 f                                                               | 287 h                                                              | 53 f                                                               | 60 f                                                               | 324 h                                                              |

Font: Pélissier 1986

### Demografia contemporània
| Evolució de la població |      |      |      |      |      |      |      |      |
| 1793                    | 1800 | 1806 | 1821 | 1831 | 1836 | 1841 | 1846 | 1851 |
| 274                     | 409  | 458  | 486  | 649  | 704  | 846  | 868  | 913  |

| 1856  | 1861 | 1866  | 1872  | 1876  | 1881  | 1886  | 1891  | 1896  |
| ----- | ---- | ----- | ----- | ----- | ----- | ----- | ----- | ----- |
| 1.000 | 980  | 1.045 | 1.115 | 1.216 | 1.357 | 1.350 | 1.401 | 1.409 |

| 1901  | 1906  | 1911  | 1921  | 1926  | 1931  | 1936  | 1946  | 1954  |
| ----- | ----- | ----- | ----- | ----- | ----- | ----- | ----- | ----- |
| 1.390 | 1.338 | 1.332 | 1.300 | 1.352 | 1.428 | 1.365 | 1.370 | 1.390 |

| 1962  | 1968  | 1975  | 1982  | 1990  | 1999  | 2006   | 2008   | 2011   |
| ----- | ----- | ----- | ----- | ----- | ----- | ------ | ------ | ------ |
| 1.545 | 2.589 | 5.370 | 8.492 | 9.856 | 9.810 | 10.956 | 11.085 | 10.905 |

| 2013   |
| ------ |
| 11.846 |

Fonts: Ldh/EHESS/Cassini fins al 1999, després INSEE a partir deL 2004

### Evolució de la població

Població 1962-2008

## Administració i política

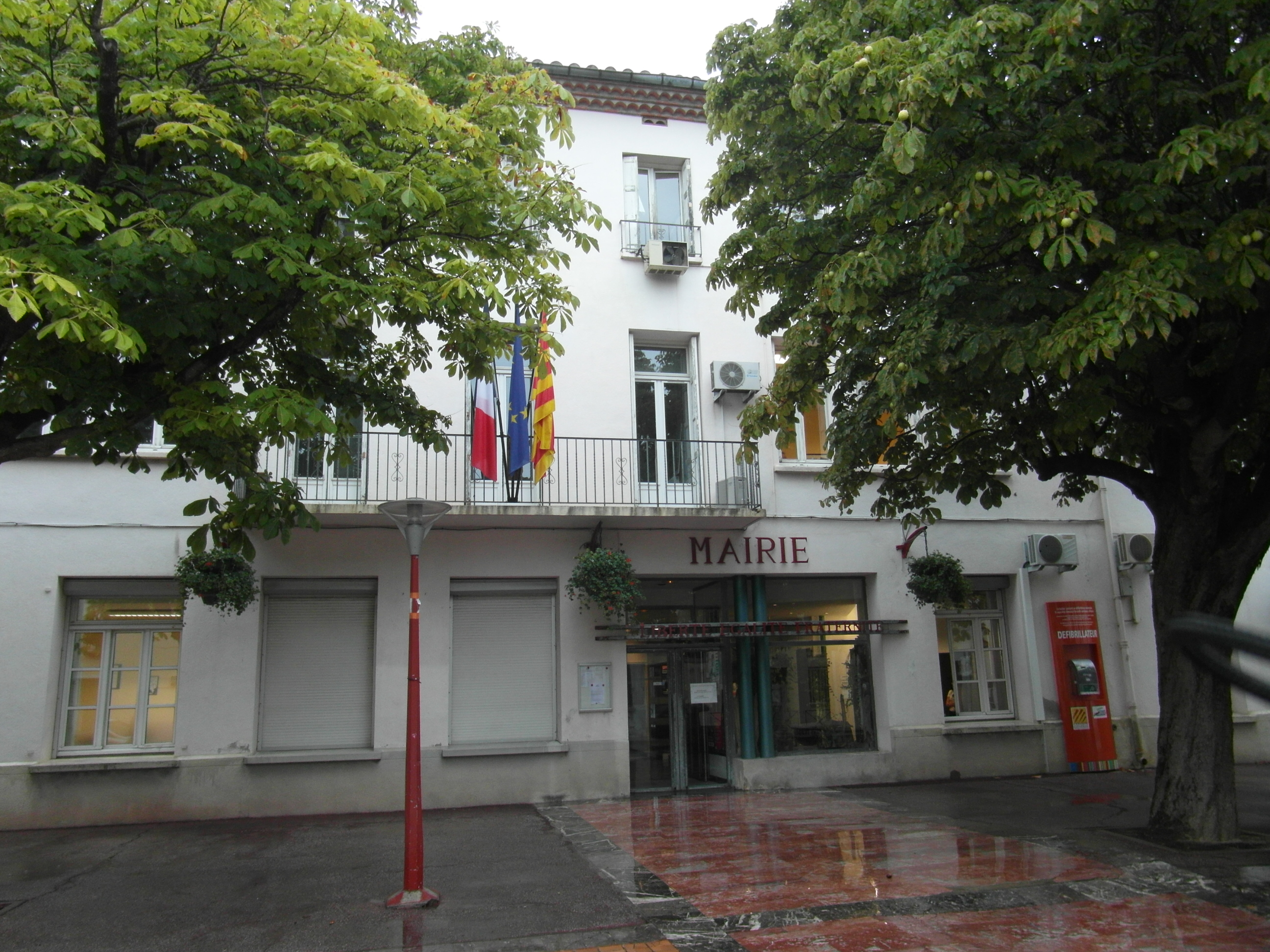
La Casa del Comú de Sant Esteve del Monestir

### Batlles[9]
| Període                       | Nom            | Opció política | Comentaris        |
| ----------------------------- | -------------- | -------------- | ----------------- |
| 1904 - 1944                   | Adrien Cantié  |                |                   |
| 1944 - ?                      | Jean Gau       |                |                   |
| ? - 1959                      | Blaise Saut    |                |                   |
| 1959 - Març del 1995          | Michel Ey      | UDF            | Conseller general |
| Març del 1995 - Març del 2001 | Yves Rousselot | RPR            | Conseller general |
| Març del 2001 - Març del 2010 | Élie Puigmal   | PS             | Conseller general |
| Març del 2010 - Moment actual | Robert Vila    | UMP > LR       | Conseller general |

### Legislatura 2014 - 2020

#### Batlle
- Robert Vila.

#### Adjunts al batlle
- 1r: Pierre-Yves Dompnier, encarregat de Seguretat, Quadre de vida per a la mobilitat
- 2a: Nathalie Favie, encarregada d'Afers escolars, Petita infància i Infància
- 3r: Pierre Bordes, encarregat de Finances, Economia, llevat de les relacions amb les empreses
- 4a: Audrey Rodriguez, encarregada de Comunicació i Festes
- 5è: Michel Perez, encarregat d'Obres
- 6a: Sarah Huot, encarregada d'Urbanisme
- 7a: Bernadette Pradin, encarregada d'Afers socials
- 8è: Mathieu Bachellerie, encarregat de Festes i Coordinació de la vida associativa
- 9è: Philippe Vidal, encarregat del Seguiment d'obres dels edificis nou, Gestió de la Mediateca. Conseller comunitari.

#### Consellers municipals
- Alexandra Stoebner, nascuda Vinogradoff, encarregada de relacions amb les associacions relacionades amb els disminuïts
- Guido Chiavola, Conseller Municipal delegat de relacions amb els comissaris de barri
- Jean-Marc Gueguen, Conseller Municipal
- Calude Bisserie, nascuda Bonnet, Consellera Municipal delegada de Joventut
- Manuel Ferris, Conseller Municipal delegat d'Equipaments esportius i Parc automobilístic
- Ghislaine Sanz, Consellera Municipal delegada d'habitatge social
- Lucette Ferre, Consellera Municipal delegada de Relacions amb les associacions esportives
- Anne-Marie Galea, Consellera Municipal delegada de Relacions amb les associacions culturals
- Alain Trousseau, Conseller Municipal delegat de Mobilitat suau i Concepció de l'entorn urbà
- Véronique Pyguillem, Consellera Municipal delegada de Gestió del Museu del Mas Carbassa i Animacions culturals
- Nathalie Chalard, Consellera Municipal delegada de Relacions amb les empreses
- Sébastien Sanchez, Conseller Municipal
- Jessica Erbs, Consellera Municipal i Consellera comunitària
- Thomas Solans, Conseller Municipal delegat de Relacions amb el COS de la vila de Sant Esteve del Monestir
- Tatiana Jalinaud, Consellera Municipal delegada de Proximitat i Antics combatents
- Emmanuel Le Menelec, Conseller Municipal encarregat del Teatre de l'Estany
- Catherine Albo, nascuda Bosch, Consellera Municipal de l'oposició
- Jean-Marc Marsal, Conseller Municipal de l'oposició
- Joelle Goze, Consellera Municipal de l'oposició
- Brigitte Andoque, Consellera Municipal de l'oposició
- Francis Mouche, Conseller Municipal de l'oposició
- Yola Gueguen, Consellera Municipal de l'oposició
- Mathieu Khedimi, Conseller Municipal de l'oposició.

### Adscripció cantonal
A les eleccions cantonals del 2015 el poble de Sant Esteve del Monestir ha estat inclòs en el cantó número 14, denominat del Riberal, amb capitalitat al poble de Sant Esteve del Monestir. Està format pels pobles de Baixàs, Baó, Calce, Paretstortes, Pesillà de la Ribera, Sant Esteve del Monestir i Vilanova de la Ribera, tots de la comarca del Rosselló (nou agrupament de comunes fruit de la reestructuració cantonal feta en saó de les eleccions cantonals i departamentals del 2015). Són consellers per aquest cantó Nathalie Piqué, adjunta al batlle de Pesillà de la Ribera, i Robert Vila, batlle de Sant Esteve del Monestir, tots dos de la Unió de Dreta.

## Ensenyament i Cultura

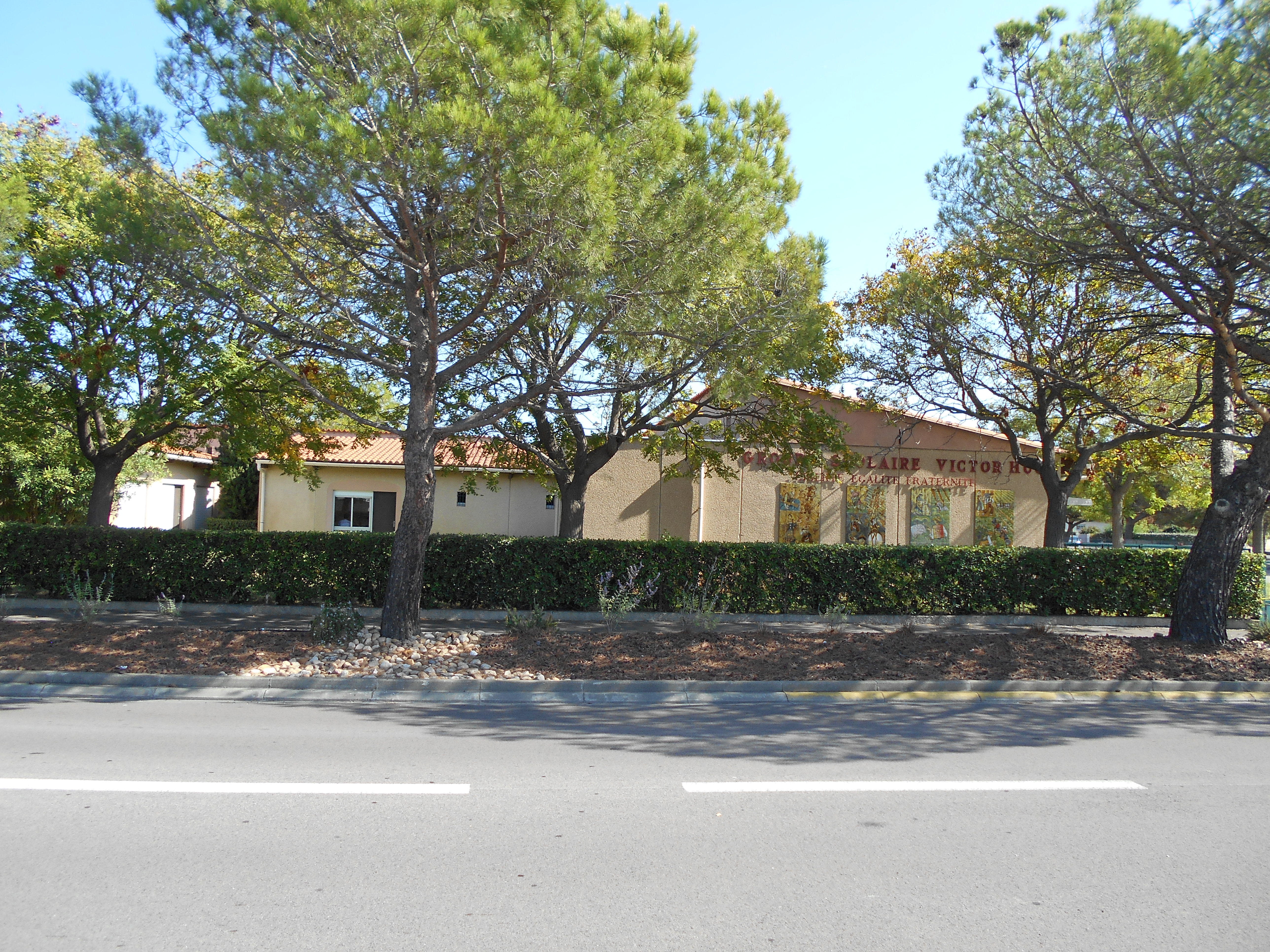
Escola de primària Victor Hugo

Sant Esteve del Monestir té una escola catalana de La Bressola, concertada amb l'estat francès. Dins del sistema educatiu convencional francès, té tres escoles amb seccions de maternal i elemental, o primària, la Louis Torcatis, la Pau Casals i la Victor Hugo, a més del col·legi de secundària El Riberal, al qual també assisteixen els nois i noies de Baó, Pesillà de la Ribera i Vilanova de la Ribera.

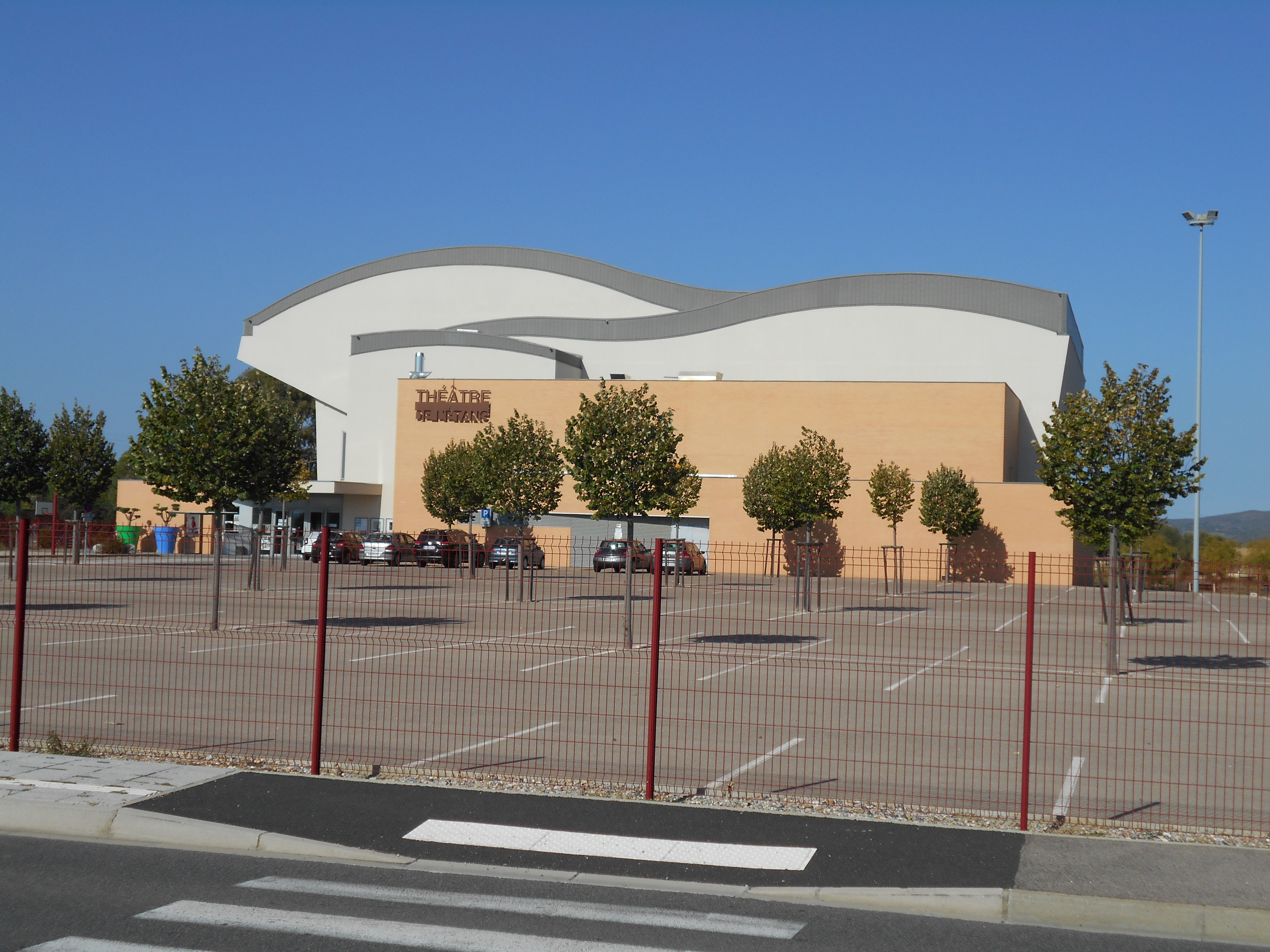
El Teatre de l'Estany

El poble ofereix diversos elements culturals, com el Teatre de l'Estany, la Mediateca, el Conservatori Municipal de Música, el Museu del Mas Carbassa, que compta amb sales d'exposicions, Piscina Municipal, quatre estadis per a la pràctica de diferents esports, gimnàs, bolòdrom, pistes de tennis, sales esportives i estatges de diversos clubs esportius, i unes sis sales més per a celebracions culturals, de lleure o privades, gestionades des de la Casa del Comú.
Una cinquantena llarga d'associacions de tota mena (culturals, esportives, de lleure, de solidaritat, etc.) organitzen la rica vida associativa de Sant Esteve del Monestir.